# Ринге-ринге-раја (дечија игра)
Ринге, ринге, раја је једна од омиљених игара најмлађе деце.

## Историја настанка игре
Корени ове дечје песмице сежу из 17. века и пошасти које су мориле свет. Сматра се да је ово у почетку била дечја игра која се играла око ружиног дрвета, које је у паганизму било симбол живота, светлости, надарености натприродним моћима. Кијање, које се спомиње у енглеској верзији песме, симболизује излазак душе из тела. Пагански народи су веровали да душа може да побегне из тела приликом јаког кијања, због чега се и развио обичај да се приликом кијања рука ставља на уста и нос. Тек много касније, открићем бактерија и вируса, стављање руке на уста постало је начин да се спречи ширење болести.

### Игра инспирисана епидемијом куге
"Ринге, ринге, раја" се у 17. веку у Лондону односила на кугу, болест која је однела многе животе. "Ring" на енглеском језику значи прстен или круг, а "Ring of roses" (црвени прстен, прстен од ружа) означава прве симптоме куге – црвене кругове на кожи. Дакле, у енглеској верзији се ради о опакој болести од које су деца масовно умирала. Прва строфа говори о болести и умирању, а друга о леку и оздрављењу.
У овој песми спомињу се два цвета – Ружа (rose) и љутић (buttercup), један је црвене боје, попут црвених прстенова који представљају симптоме куге, а други цвет је жут и традиционално се користио као лек против грознице, упала, реуме, иритација коже и слично...
Песмица се певала слично као и код нас – деца се ухвате за руке и формирају коло око једног детета, играју око њега и певају песму. Ко је најспорији у колу у следећем кругу стоји у средини (постаје Rosie – Ружица). Симболично, дете у средини представља особу оболелу од куге, саму, изоловану. У каснијим верзијама, дете које стоји у средини на крају песмице пољуби некога из кола и тако га "зарази" да оно постане Ружица, те замене места.

## Како се игра у Србији
Сва деца вољна за игру стану укруг и ухвате се за руке. Направљено коло почиње да се креће у круг и сва деца почињу да певају. У тренутку, кад изговарају последњу реч последњег стиха сва деца чучну. То их страшно весели, и они настављају игру.

### Песма уз игру на српском језику
Ринге, ринге раја,

Дош’о чика Паја,

И донео јаја

Једно јаје мућ 

А ми деца чућ!

### Песма уз игру на енглеском језику
Изворно, песмица на енглеском звучи овако:
Ring-a-ring o' roses,

A pocket full of posies,

A-tishoo! A-tishoo!

We all fall down.
Cows in the meadows

Eating buttercups

A-tishoo! A-tishoo!

We all jump up.